# Medaglia dell'alleanza balcanica
La Medaglia dell'alleanza balcanica, fu una medaglia commemorativa concessa dal Regno del Montenegro per commemorare l'alleanza stipulata in previsione delle guerre balcaniche.

## Storia
La medaglia venne istituita nel 1912 da re Nicola I del Montenegro per commemorare la costituzione della lega balcanica formata con una serie di trattati bilaterali conclusi nel 1912 tra gli stati balcanici di Bulgaria, Grecia, Montenegro e Serbia contro l'Impero ottomano. Quest'alleanza risulterà fondamentale nelle guerre balcaniche che si svolgeranno tra il 1912 ed il 1913.

## Insegne
Medagliaè costituita da un disco di bronzo di 36 mm sul quale è presente, sul diritto, un ritratto a mezzobusto in abiti tradizionali di re Nicola I del Montenegro attorniato dai suoi titoli regali in cirillico. Sul retro, si trova una croce patriarcale raggiante attorniata dal motto "In hoc signo vinces" a simboleggiare la vittoria degli stati cristiani sugli ottomani. Alla base della croce si trova una corona di spine.
Nastrobianco con una fascia rossa per parte.